# 340. Infanterie-Division (Wehrmacht)
Die 340. Infanterie-Division und spätere 340. Volksgrenadier-Division war ein militärischer Großverband der Wehrmacht.

## Geschichte

### Aufstellung
Die 340. ID wurde im November 1940 als bodenständige Division der 14. Aufstellungswelle im Raum Schleswig im Wehrkreis X aufgestellt. Sie setzte sich aus Einheiten der 68., 170. und einem Infanterie-Bataillon der 290. Infanterie-Division zusammen.

### Besatzungstruppe Frankreich
Vom Mai 1941 bis Januar 1942 hatte sie ihren ersten Einsatz in Nordfrankreich. 

### Verlegung an die Ostfront
Am 12. Mai 1942 wurde die Division an die Ostfront verlegt und der Heeresgruppe Süd unterstellt. Im Juli 1942 war sie mit der 4. Panzerarmee im Raum von Kiew aktiv. Vom Juli 1942 bis Januar 1943 kämpfte sie mit der 2. Armee bei Woronesch und im März 1943 bei Kursk. Dort war die dem XIII. Armeekorps unterstellt. 

### Eingliederung der Reste der 377. ID
Nach der Zerschlagung der 377. Infanterie-Division wurden die Reste dieser Division eingegliedert. Auch nach der Eingliederung lag ihre Iststärke nur noch bei 7.200 Mann. 

### Rückzugskämpfe Herbst 1943
Ab September 1943 erfolgte der Rückzug aus der Ukraine von Kiew über Schitomir bis Winniza. 

### Eingliederung der Reste der 327. ID
Im November 1943 wurden ihr die Reste der zerschlagenen 327. Infanterie-Division unterstellt (bezeichnet als Divisionsgruppe 327). 

### Vernichtung 1943
In den folgenden schweren Verteidigungskämpfen wurde die 340. ID selbst zerschlagen und mit einer Restgrabenstärke von weniger als 300 Mann ab 10. Januar 1944 aus der Front herausgezogen. 

### Wiederaufstellung
Nach erfolgtem Wiederaufbau und Umgliederung wurde die Division ab 13. Februar 1944 wieder eingesetzt. Bei Brody wurde die 340. ID im April 1944 eingeschlossen, konnte jedoch wieder ausbrechen. Im Juli 1944 kam es abermals bei Brody zu einer Einkesselung, diesmal eines ganzen Armeekorps (während der Lwiw-Sandomierz-Operation). Die Division konnte sich der Einkesselung jedoch durch Ausweichen nach Süden entziehen. 

### Auflösung
Im weiteren Verlauf wird die Division soweit zerschlagen, dass das OKH am 5. August 1944 die Auflösung anordnete.

### Verwendung der Reste der Division
Die Teile der ehemaligen Division wurde im September 1944 für die Aufstellung der 572. Volksgrenadier-Division herangezogen.

## 340. Volksgrenadier-Division

### Aufstellung durch Umbenennung
Durch Umbenennung der 572. VGD in 340. Volksgrenadier-Division entstand ein Nachfolgeverband der 340. Infanterie-Division.

### Ardennenoffensive
Die 340. VGD hatte Einsätze im Dezember 1944 an der Westfront als Teil des I. SS-Panzerkorps in der Schlacht um Bastogne und während der Ardennenoffensive. Hierbei unter dem Oberkommando (OK) General der Infanterie Franz Beyer (LXXX. Armeekorps). 

### Eifel/Rheinland
1945 folgten Einsätze mit dem XIII. Armeekorps in der Eifel und bei den Kämpfen zwischen Rhein und Ruhr. 

### Vernichtung
Im April 1945 wurde die 340. VGD als Teil des LIII. Armeekorps im Ruhrkessel vernichtet.

## Personen
| Dienstzeit                            | Dienstgrad      | Name                      |
| ------------------------------------- | --------------- | ------------------------- |
| 15. November 1940 bis 1. März 1942    | Generalleutnant | Friedrich-Wilhelm Neumann |
| 1. März bis 1. November 1942          | Generalleutnant | Viktor Koch               |
| 1. November 1942 bis 24. Februar 1943 | Generalleutnant | Otto Butze                |
| 24. Februar bis 25. Oktober 1943      | Generalleutnant | Josef Prinner             |
| 25. Oktober 1943 bis 16. Juni 1944    | Generalleutnant | Werner Ehrig              |
| 16. Juni bis 21. Juli 1944            | Generalmajor    | Otto Beutler              |

| Dienstzeit                             | Dienstgrad     | Name            |
| -------------------------------------- | -------------- | --------------- |
| November 1940 bis April 1941           | Oberstleutnant | Ernst Ebeling   |
| April 1941 bis unbekannt               | Major          | von Sybel       |
| Juli 1943 bis unbekannt                | Oberst         | Günther Preusse |
| 15. Dezember 1943 bis 15. Februar 1944 | Oberstleutnant | Karl Redmer     |

| Dienstzeit                   | Dienstgrad      | Name              |
| ---------------------------- | --------------- | ----------------- |
| September 1944 bis unbekannt | Generalleutnant | Theodor Tolsdorff |

| Dienstzeit                  | Dienstgrad | Name       |
| --------------------------- | ---------- | ---------- |
| 15. September 1944 bis 1945 | Major      | Hans Voigt |

- Theodor Tolsdorff (* 3. November 1909 auf Gut Lehnarten, Ostpreußen; † 25. Mai 1978 in Dortmund)

Divisionskommandeur der 340. VGD und seit 18. März 1945 Träger des Ritterkreuzes mit Eichenlaub, Schwertern und Brillanten

## Gliederung
| 340. ID                   | 340. ID                          | 340. VGD                        |
| 1940                      | 1944                             | 1944/45                         |
| ------------------------- | -------------------------------- | ------------------------------- |
| Infanterie-Regiment 694   | Divisionsgruppe 327              | Grenadier-Regiment 694          |
| Infanterie-Regiment 695   | Grenadier-Regiment 695           | Grenadier-Regiment 695          |
| Infanterie-Regiment 696   | Grenadier-Regiment 769           | Grenadier-Regiment 696          |
| Artillerie-Regiment 340   |                                  |                                 |
| Pionier-Bataillon 340     |                                  |                                 |
| Panzerjäger-Abteilung 340 |                                  |                                 |
| –                         | Divisions-Füsilier-Bataillon 340 | Divisions-Füsilier-Kompanie 340 |
| –                         | Feldersatz-Bataillon 340         | Feldersatz-Bataillon 340        |
| Nachrichten-Kompanie 340  | Nachrichten-Abteilung 340        | Nachrichten-Abteilung 340       |
| Nachschubtruppen 340      |                                  |                                 |